# Store Merløse
Store Merløse er en stationsby i den østligste del af Nordvestsjælland med 1.208 indbyggere  (2024), beliggende i Store Tåstrup Sogn. Byen ligger i Holbæk Kommune og tilhører Region Sjælland.

## Historie
Store Merløse var oprindelig en landsby. I 1682 havde den 16 gårde, 4 huse med jord, 7 huse uden jord. Det dyrkede areal var 418,6 tønder land og skyldsat til 100,21 tønder hartkorn. 
Efter anlæggelsen af stationen ved Merløse landsby syd for Store Taastrup kirkeby voksede snart en mindre stationsby op omkring stationen, sammensmeltet med landsbyen men klart adskilt fra Store Taastrup . Store Merløse havde ved afslutningen af Første Verdenskrig hotel (Merløse hotel, bygget 1916 som afløser for Merløse kro på den modsatte side af vejen), bageri og konditori, afholdshotel, brugsforening (med foderstofhandel, oprettet 1915), købmandsforretninger (oprettet henholdsvis 1887, 1910 og 1916), manufakturhandel (fra 1911), dampmølle og savværk, maskinfabrik der var beskæftiget med landbrugsmaskiner (oprettet 1903), cykelhandler (oprettet 1913), andelsmejeri (grundlagt 1887), barber (fra 1902), handels- og håndværkerforening. Den daværende stationsforstander, Emil Nielsen, virkede tillige som postekspeditør samt kongelig vejer og måler .
Store Merløse stationsby havde 346 indbyggere i 1916.

### Mellemkrigstiden
Store Merløse stationsby fortsatte sin udvikling i mellemkrigstiden: byen havde 392 indbyggere i 1921, 423 i 1925, 400 1930, 423 i 1935 og 425 indbyggere i 1940. I 1930 var fordelingen efter næringsveje: 96 levede af landbrug, 136 af håndværk og industri, 47 af handel, 34 af transport, 4 af immateriel virksomhed, 42 af husgerning, 41 var ude af erhverv og ingen havde ikke angivet indkomstkilde. I 1940 havde Store Merløse stationsby 425 indbyggere, efter næringsveje fordelt således: 114 levede af landbrug, 157 af håndværk og industri, 51 af handel og omsætning, 43 af transporterhverv, 12 af administration og liberale erhverv, 45 af aldersrente, pension eller formue, mens 3 ikke havde oplyst næringsvej.

### Efterkrigstiden
Store Merløse stationsby fortsatte sin svage befolkningsvækst efter 2. verdenskrig: byen havde 467 indbyggere i 1945, 500 i 1950, 556 i 1955, 558 i 1960 og 6191 indbyggere i 1965.
Omkring 1950 havde Store Merløse teknisk skole (oprettet 1932), sognebibliotek (fra 1925), missionshus, kommunekontor (fra 1942), alderdomshjem (tidligere fattiggård), bankfilial, kro, afholdshotel, andelsmejeri (opført 1937), jernbanestation, telegraf- og postekspedition samt telefoncentral.

### Efter kommunalreformen 1970
Byen lå før 1. januar 2007 i Tølløse Kommune.

## Om byen i dag
I byen ligger et vandværk, kraftvarmeværk, kuglepennefabrik, skole, børnehave, autolakering, cykelsmed og legetøjsbutik, brugs planteskole, frisør, tandlæge og grill. Der er trafikforbindelser til nabobyerne Tølløse (Høng-Tølløse Jernbanen har station i byen) og Hvalsø (sekundærrute 255).
Der har desuden eksisteret, en kiosk, 3 pizzariaer, motionscenter, ungdomsklub, skobutik, blomsterbutik mm.